# Nyctemera menes
Nyctemera menes är en fjärilsart som beskrevs av Felder 1861. Nyctemera menes ingår i släktet Nyctemera och familjen björnspinnare. Inga underarter finns listade i Catalogue of Life.